# Никогда не вытирай слёзы без перчаток
«Никогда не вытирай слёзы без перчаток» (швед. Torka aldrig tårar utan handskar) — шведский мини-сериал из трёх частей о проблеме СПИДа в шведском гей-сообществе в начале 80-х годов XX века. Впервые показан на шведском канале SVT осенью 2012 года. Сериал снят по мотивам одноимённого романа Юнаса Гарделля. Каждая серия соответствует частям романа: Любовь. Болезнь. Смерть.
Название книги и сериала взято из инструкции для медперсонала шведских госпиталей по уходу за больными СПИДом в начале 1980-х годов.

## Сюжет
В сериале показан Стокгольм начала 1980-х годов, который был местом, где гомосексуалы чувствовали себя очень свободно.
1-я серия: «Любовь» (Kärleken), рассказывает о 19-летнем Расмусе (Адам Польссон), который после выпускного в школе переезжает из своего небольшого провинциального городка в Вермланде в Стокгольм для учёбы в университете. Как только он прибыл в Стокгольм, он окунается в гей-сообщество столицы и знакомится с Полом (Саймон Дж. Бергер). На рождественском ужине в квартире Пола он встречает Бенджамина (Адам Лундгрен), молодого человека, который пытается разобраться между своей гомосексуальностью и верой в Бога. Бенджамин является Свидетелем Иеговы.
2-я серия: «Болезнь» (Sjukdomen). В ней показываются отношения между Расмусом и Бенджамином после того, как они стали жить вместе. СПИД начал распространяться среди их друзей, и вскоре обнаруживается и у них. Когда Расмус узнает, что его статус ВИЧ-положительный, Бенджамин наконец-то решает рассказать своим родителям и церковным старейшинам, что он гомосексуал. Это приводит к тому, что его изгоняют из церкви, и члены церкви вынуждают его родителей прекратить все контакты с ним под угрозой в изгнания из общины.
3-я серия: «Смерть» (Döden). Показывает смерть Пола и Расмуса от СПИДа. В то время как похороны Пола проходят в форме веселого представления на сцене, родители Расмуса отказывают Бенджамину в участии в похоронах, несмотря на то, что Бенджамин вел весь уход за умирающим другом. В этом эпизоде так же показан Бенджамин спустя 20 лет, который смог дожить до появления антиретровирусной терапии.
В сериале очень реалистично показаны физические страдания ВИЧ-инфицированных людей, умирающих от различных сопутствующих заболеваний.

## Награды
- В мае 2013 года сериал выиграл приз зрительских симпатий на фестивале Séries Mania в Париже[2].
- 30 августа 2013 года выиграл шведскую телевизионную награду «Кристал»  в номинации «Лучшая ТВ-драма года»[3].

## В ролях
- Адам Лундгрен — Бенджамин
- Адам Польссон — Расмус
- Симон Дж. Бергер — Пол
- Эмиль Альмен — Сеппо
- Михаэль Джонссон — Ларс-Окe
- Кристоффер Свенсон — Бенгт
- Кристоффер Берглунд — Рейне
- Аника Ольссон — мать Расмуса
- Стефан Саук — отец Расмуса
- Мария Ричардсон — мать Бенджамина
- Герхард Хоберсторфер — отец Бенджамина